# Lionel Barrymore

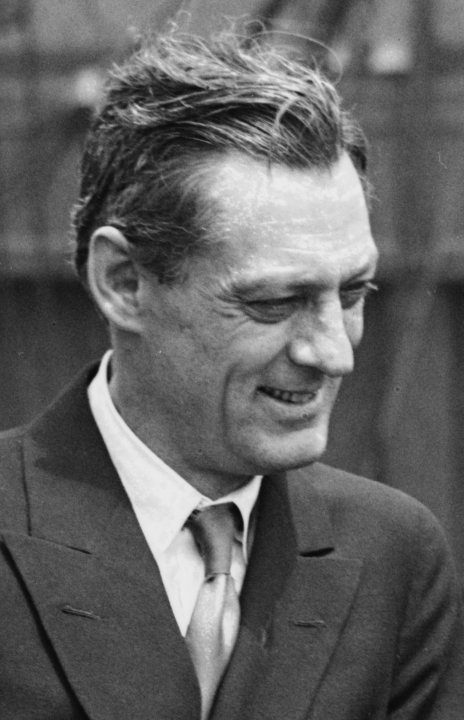
Lionel Barrymore (1920er-Jahre)

Lionel Barrymore (* 28. April 1878 in Philadelphia, Pennsylvania; † 15. November 1954 in Van Nuys, Kalifornien) war ein US-amerikanischer Schauspieler, Regisseur und Komponist. Er war Angehöriger der bekannten Schauspielerfamilie Barrymore. Der renommierte Charakterdarsteller gewann 1931 den Oscar als bester Darsteller für seinen Auftritt in Der Mut zum Glück und spielte seine heute vielleicht bekannteste Rolle als Mr. Potter in Ist das Leben nicht schön?.

## Leben
Lionel Barrymore, geboren als Lionel Blyth, wurde als ältestes von drei Kindern des Schauspieler-Ehepaares Georgiana Drew (1856–1893) und Maurice Barrymore (1849–1905) geboren. Seine beiden jüngeren Geschwister Ethel Barrymore und John Barrymore wurden ebenfalls berühmte Schauspieler, über John ist er der Großonkel von Drew Barrymore.

### Theater und frühe Filmkarriere
Obgleich ihn nach eigenen Angaben Malerei und Musik mehr interessierten, folgte Barrymore seiner Familie ins Schauspielgeschäft. Er gab sein Bühnendebüt 1893 in New York und machte sich als Theaterschauspieler einen Namen. Von 1906 bis 1909 unterbrach er seine Schauspielkarriere und studierte Kunst in Paris. Weil er mit der Kunst wenig Erfolg hatte, kehrte er aber wieder zur Schauspielerei zurück.
Als erster der Barrymore-Geschwister ging er zum Film und wirkte ab 1909 regelmäßig im neuen Medium mit. Ab 1911 arbeitete er fest bei der New Yorker Filmgesellschaft Biograph. Dort agierte er häufig in Filmen von D. W. Griffith, so in The New York Hat, The Informer und Judith of Bethulia. Er wurde oft als Partner von bekannten Stars wie Mary Pickford und Lillian Gish besetzt, dabei häufig als korrupter und verschlagener Verführer. Parallel blieb Barrymore als Theaterschauspieler tätig und hatte bis Mitte der 1920er-Jahre regelmäßige Engagements am Broadway.

### Erfolge bei MGM und im Tonfilm
Mit dem Niedergang der Filmproduktion an der Ostküste zog er nach Hollywood und konzentrierte sich danach hauptsächlich auf seine Filmkarriere. 1926 schloss er einen Studiovertrag mit Metro-Goldwyn-Mayer (MGM) und wurde zum persönlichen Lieblingsschauspieler des Studiochefs Louis B. Mayer. Lionel Barrymores Vertrag galt auf Lebenszeit; die Zusammenarbeit mit dem Studio hielt bis zu seinem 27 Jahre später an. Neben Lewis Stone, der ebenfalls ein versierter Charakterdarsteller des Studios werden sollte und diesem 29 Jahre lang treu blieb, gehört Barrymore damit zu den am längsten mit einem einzigen Studio verbundenen Schauspielern überhaupt.
Während Barrymore in der Stummfilmära oftmals zwielichtige Nebenfiguren verkörpert hatte, wurde er mit dem Aufkommen des Tonfilms Ende der 1920er-Jahre für seine sonore Stimme bekannt und übernahm Hauptrollen mit positiverer Färbung. In dieser Umbruchphase führte er gelegentlich auch die Regie bei Filmen. Sein größter kommerzieller Erfolg als Regisseur war 1929 Madame X, der aus Ruth Chatterton einen Star machte und ihm selbst eine Oscar-Nominierung als bester Regisseur einbrachte. Einen weiteren Erfolg hatte er mit Banditenlied, dem Leinwanddebüt des Tenors Lawrence Tibbett. Nach dem kommerziellen Reinfall von Ten Cents a Dance mit Barbara Stanwyck von 1931 kehrte Barrymore wieder ausschließlich zur Schauspielerei zurück. Seine Vorliebe für theatralische Auftritte und emotionale Ausbrüche verschaffte ihm 1931 den Oscar als bester Darsteller in dem Melodram Der Mut zum Glück. In der Rolle eines Starverteidigers, dessen Erfolge im Beruf ihn seine Familie haben vergessen lassen, muss Barrymore erkennen, dass seine einzige Tochter, gespielt von Norma Shearer, einem skrupellosen Gangster sexuell verfallen ist. Der Verlobte seiner Tochter erschießt den Gangster und wird von Barrymore vor Gericht verteidigt, der den Freispruch erwirkt und dabei tot umfällt.

Gelegentlich war Barrymore auch neben seinem Bruder zu sehen, dessen Karriere sich Anfang der 1930er-Jahre auf ihrem letzten Höhepunkt befand. Neben den Paarungen in Arsene Lupin, der König der Diebe, Menschen im Hotel und Nachtflug kam es 1932 bei Rasputin: Der Dämon Rußlands sogar zu einem Auftritt aller drei Barrymore-Geschwister zusammen, was von der Werbung besonders betont wurde. Unter der Regie von Richard Boleslawski wurde hier recht frei die Ermordung von Rasputin erzählt, was dem Studio eine teure Schadensersatzklage von Angehörigen der Zarenfamilie eintrug. Zu den besonders erwähnenswerten Werken, in denen Lionel Barrymore in den 1930er-Jahren mitwirkte, gehört Mata Hari neben Greta Garbo, David Copperfield nach Charles Dickens und Der Testpilot neben Myrna Loy und Clark Gable. Sie zeugen von der schauspielerischen Variabilität Barrymores. Auch Auftritte in für MGM seltenen Horrorfilmen wie Das Zeichen des Vampirs oder Die Teufelspuppe müssen erwähnt werden.

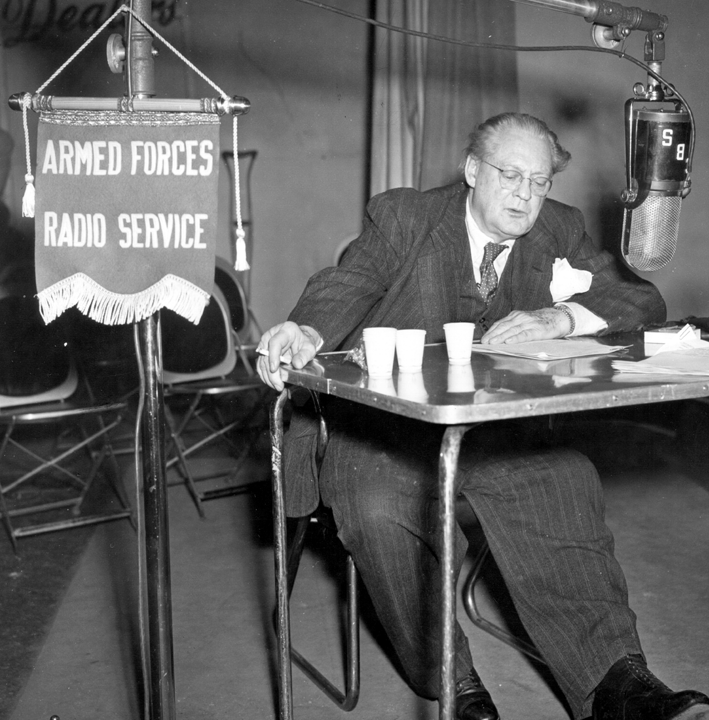
In der Sendung Concert Hall des Armed Forces Radio Service, 1947

1936 brach sich Lionel Barrymore die Hüfte und wurde von den Verantwortlichen bei MGM mit Morphium versorgt, um die andauernden Schmerzen zu stillen. Bei den Dreharbeiten zum letzten Film Jean Harlows, Saratoga, brach sich Barrymore ein Jahr später erneut die Hüfte und zudem die Kniescheibe, als er über Kamerakabel gestolpert war. Barrymore selbst nannte diese Unfälle als Hauptgrund für seine Invalidität und nicht – wie oft vermutet – die Arthritis, unter der er ebenfalls litt. Ab Ende 1938 jedenfalls saß er fast immer im Rollstuhl; dieser Umstand wurde in seine Rollen eingearbeitet. In einigen Filmen agierte er jedoch stehend, so in The Penalty von 1941. Auch nahm er im folgenden Jahr stehend bzw. gehend an der Beerdigung seines Bruders teil.
Ab 1938 war Lionel Barrymore als erfahrener Arzt Dr. Gillespie in der 15-teiligen Dr. Kildare-Filmreihe zu sehen. Er gab hier wie in fast allen anderen seiner späten Filme den patriarchalen, grantigen, aber letztlich herzensguten Ratgeber einer jungen Person, in diesem Fall von Dr. Kildare. Die Titelrolle wurde von Lew Ayres verkörpert, der mit Im Westen nichts Neues berühmt geworden war; im Zweiten Weltkrieg verweigerte dieser den Dienst an der Waffe und verpflichtete sich „lediglich“ als Sanitäter, weswegen MGM den Vertrag mit Ayres beendete und Barrymores Dr. Gillespie in den Fokus der verbleibenden sechs Filme der Reihe rückte. Ähnlich wie die Andy Hardy-Serie wurde die Dr. Kildare-Reihe zwar günstig und schnell produziert, brachte dem Studio jedoch Einnahmen in Rekordhöhe ein. In der Andy Hardy-Serie hatte Barrymore in dem Erstlingsfilm A Family Affair 1937 die Rolle des gütigen Familienvaters und Richters Mr. Hardy übernommen, diese dann aber für den Rest der Filmreihe an Lewis Stone abgegeben. 
Gelegentlich spielte Barrymore im Rahmen von Ausleihen auch für andere Studios als MGM. 1946 etwa war er neben seiner Partnerin aus Stummfilmzeiten, Lillian Gish, in dem Western Duell in der Sonne zu sehen. Im selben Jahr spielte er in Frank Capras Weihnachtsklassiker Ist das Leben nicht schön? an der Seite von James Stewart. Sein Auftritt als verbitterter, kaltherziger Geschäftsmann Mr. Potter wurde vom American Film Institute auf Platz 6 der größten amerikanischen Filmschurken gewählt. 1947 dann war er neben Humphrey Bogart und Lauren Bacall im Klassiker Gangster in Key Largo zu sehen. Abgesehen davon sah man Barrymore in seinen letzten Lebensjahren nur selten in herausragenden Rollen. Grund dafür dürfte die nachlassende kreative Exzellenz MGMs sein. War das Studio bis zum Kriegsende zumindest finanziell noch das erfolgreichste überhaupt, konnte es sich mit Musicals, Historienfilmen und seichten Familienkomödien dem neuen Publikumsgeschmack nicht anpassen. Film Noirs oder Werke mit gesellschaftskritischem Touch, wie sie die Konkurrenz verkaufte, widersprachen dem MGM-Selbstverständnis.

### Radio
Häufig war Barrymore neben dem Film für das damalige Leitmedium Radio am Mikrofon tätig. So sprach er von 1934 bis 1953 jeweils live zu Weihnachten vor einem Millionenpublikum den Ebenezer Scrooge in Charles Dickens’ A Christmas Carol. Diese Rolle hätte er auch in der Verfilmung von 1938 übernehmen sollen, er musste aber aufgrund seiner Gehprobleme verzichten und stattdessen wurde Reginald Owen besetzt. Auch in der Radioversion des Jahres 1938 konnte Barrymore ausnahmsweise nicht dabei sein und wurde in New York vom Erzähler Orson Welles vertreten. Nur 1936 blieb er der Aufführung ebenfalls fern, da seine zweite Ehefrau, die Schauspielerin Irene Fenwick, am Weihnachtstag verstarb. Sein Bruder John sprang für ihn ein.

### Privates und weitere Interessen
Barrymore war zweimal verheiratet. Seine erste Ehe mit der Schauspielerin Doris Rankin (1887–1947) hielt von 1904 bis 1922. Aus dieser Verbindung kamen zwei Töchter, die jedoch beide im frühen Kindesalter starben. Barrymore hatte danach keine Kinder mehr. 1923 heiratete Barrymore die Schauspielerin Irene Fenwick (1887–1936), die an den Folgen einer Magersucht starb. 
Nach Fenwicks Tod heiratete Barrymore nicht wieder und sich viel seinen weiteren Interessen, darunter der Musik und der Kunst. Einige seiner Kompositionen wurden von bekannten Sinfonieorchestern in New York und Los Angeles gespielt, auch stellte eigene graphische Werke aus. 1953 veröffentlichte er mit Mr. Cantonwine: A Moral Tale einen Roman.
Lionel Barrymore erlag im November 1954 im Alter von 76 Jahren einem Herzinfarkt. Ein Stern für seine Filmarbeit und ein weiterer für seine Radiotätigkeit auf dem Hollywood Walk of Fame erinnern an ihn.

## Filmografie (Auswahl)

### Als Schauspieler
- 1911: The Battle
- 1912: The Musketeers of Pig Alley
- 1912: The Informer
- 1912: Friends
- 1912: The New York Hat
- 1913: Death’s Marathon
- 1914: Judith von Bethulien (Judith of Bethulia)
- 1914: The Massacre
- 1914: The Seats of the Mighty
- 1923: Frauenfeinde (Enemies of Women)
- 1924: America
- 1924: Dekameron-Nächte
- 1925: Ben Hur
- 1926: Der Todeskampf im Polareis (The Barrier)
- 1926: Dämon Weib (The Temptress)
- 1927: Null Uhr (The Thirteenth Hour)
- 1928: Fanfaren der Liebe (Drums of Love)
- 1928: West of Zanzibar
- 1928: … aber das Fleisch ist schwach (Sadie Thompson)
- 1929: The Hollywood Revue of 1929
- 1929: Liebesparade (The Love Parade)
- 1930: Banditenlied (The Rogue Song)
- 1930: Buster rutscht ins Filmland (Free and Easy)
- 1931: Der Mut zum Glück (A Free Soul)
- 1931: Guilty Hands
- 1931: Mata Hari
- 1931: Der Mann, den sein Gewissen trieb (Broken Lullaby)
- 1932: Arsene Lupin, der König der Diebe (Arsene Lupin)
- 1932: Menschen im Hotel (Grand Hotel)
- 1932: Rasputin: Der Dämon Rußlands (Rasputin and the Empress)
- 1933: Nachtflug (Night Flight)
- 1933: Dinner um acht (Dinner at Eight)
- 1933: Rückkehr aus der Fremde (The Stranger’s Return)
- 1933: Ein Mann geht seinen Weg (Looking Forward)
- 1934: Millionäre bevorzugt (The Girl from Missouri)
- 1934: Die Schatzinsel (Treasure Island)
- 1935: Ah, Wilderness!
- 1935: David Copperfield
- 1935: Oberst Shirley (The Little Colonel)
- 1935: Das Zeichen des Vampirs (Mark of the Vampire)
- 1936: The Gorgeous Hussy
- 1936: Die Teufelspuppe (The Devil Doll)
- 1936: Die Kameliendame (Camille)
- 1937: Saratoga
- 1937: Manuel (Captains Courageous)
- 1937: A Family Affair
- 1937: Seekadetten (Navy Blue and Gold)
- 1938: Lebenskünstler (You Can’t Take It with You)
- 1938: Der Lausbub aus Amerika (A Yank at Oxford)
- 1938: Der Testpilot (Test Pilot)
- 1938–1947: Dr. Kildare bzw. Dr. Gillespie-Filmreihe
  - 1938: Dr. Kildare: Sein erster Fall (Young Dr. Kildare)
  - 1939: Dr. Kildare: Unter Verdacht (Calling Dr. Kildare)
  - 1939: Dr. Kildare: Das Geheimnis (The Secret of Dr. Kildare)
  - 1940: Dr. Kildare: Auf Messers Schneide (Dr. Kildare’s Strange Case)
  - 1940: Dr. Kildare: Die Heimkehr (Dr. Kildare Goes Home)
  - 1940: Dr. Kildare: Verhängnisvolle Diagnose (Dr. Kildare’s Crisis)
  - 1941: Dr. Kildare: Vor Gericht (The People vs. Dr. Kildare)
  - 1941: Dr. Kildare: Der Hochzeitstag (Dr. Kildare’s Wedding Day)
  - 1942: Dr. Kildare’s Victory
  - 1942: Calling Dr. Gillespie
  - 1942: Dr. Gillespie’s New Assistant
  - 1943: Dr. Gillespie’s Criminal Case
  - 1944: Three Men in White
  - 1945: Between Two Women
  - 1947: Dark Delusion
- 1939: On Borrowed Time
- 1940: The Stars Look Down
- 1941: Lady Be Good
- 1942: Tennessee Johnson
- 1943: Kampf in den Wolken (A Guy Named Joe)
- 1944: Drachensaat (Dragon Seed)
- 1944: Als du Abschied nahmst (Since You Went Away)
- 1945: Die Entscheidung (The Valley of Decision)
- 1946: Duell in der Sonne (Duel in the Sun)
- 1946: Geheimnis des Herzens (The Secret Heart)
- 1946: Ist das Leben nicht schön? (It’s a Wonderful Life)
- 1948: Gangster in Key Largo (Key Largo)
- 1949: Seemannslos (Down to the Sea in Ships)
- 1949: Malaya
- 1950: Der einsame Champion (Right Cross)
- 1952: Mann gegen Mann (Lone Star)
- 1956: Our Mr. Son (Fernsehfilm)

### Als Regisseur
- 1929: Madame X
- 1929: His Glorious Night

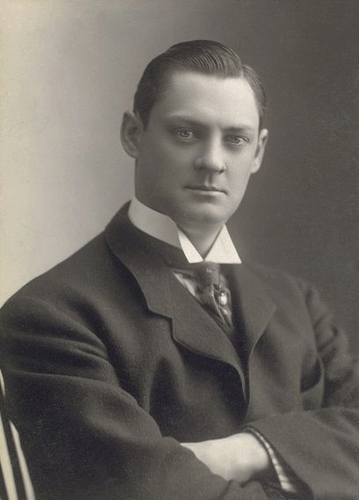
Lionel Barrymore (1910er-Jahre)

- 1930: Banditenlied (The Rouge Song)
- 1931: Ten Cents a Dance

## Auszeichnungen
- Oscarverleihung 1930 (April): Nominierung Oscar/Beste Regie für Madame X
- Oscarverleihung 1931: Oscar bester Darsteller für Der Mut zum Glück